# Ascidia arenosa
Ascidia arenosa is een zakpijpensoort uit de familie van de Ascidiidae. De wetenschappelijke naam van de soort is voor het eerst geldig gepubliceerd in 1898 door Hartmeyer.